# Ação popular
Ação popular é o meio processual a que tem direito qualquer cidadão que deseje questionar judicialmente a validade de atos que considera lesivos ao patrimônio público, à moralidade administrativa, ao meio ambiente e ao patrimônio histórico e cultural.

## Conceito
Notadamente, o que é comum a vários objetos ou temas de natureza científica, podemos dizer que a ação popular possui definições e/ou conceituações divergentes, a depender do alicerce teórico adotado ou da corrente doutrinária seguida pelo pesquisador.
Assim, é possível se entender, por exemplo, que a ação popular nada mais é do que um direito político, de modo que o seu exercício somente será desenvolvido pelo eleitor propriamente dito.
Noutro giro, pode-se admitir que a ação popular é, na verdade, um instrumento voltado à intensificação da participação popular na proteção dos bens especificados no inciso LXXIII, da Constituição Federal de 1988, ou seja, o patrimônio público, a moralidade administrativa e o meio ambiente, em todas as suas formas, na qual se inclui a sua esfera cultural. Nesse último caso, a definição da ação popular não poderá ser comportada na ideia de cidadão-eleitor, por ser ela nitidamente limitada.
De certo, essas modalidades de definição/conceituação acabam sofrendo influências da própria compreensão que se dá à natureza jurídica e à legitimidade ativa desta ação.
Ficam abaixo evidenciadas as duas formas de definição apontadas.

### A ação popular vinculada à ideia de cidadão-eleitor
A ação popular  é uma ação de natureza constitucional, que pode ser ajuizada por qualquer do povo (ou seja, qualquer cidadão no gozo dos seus direitos políticos) perante o Poder Judiciário, para anular qualquer ato lesivo ao  patrimônio público, à  moralidade administrativa, ao meio ambiente e ao patrimônio histórico e cultural.
Qualquer  eleitor, inclusive aquele com idade  entre 16 e 18 anos, é parte legítima para ingressar com uma  ação popular. O cidadão menor de 18 anos pode ingressar em juízo sem precisar de assistência, haja vista que se trata de um direito político previsto pela Constituição. 
Para assegurar ao povo a efetiva possibilidade de se valer do uso da ação popular a Constituição do Brasil isentou quem a ela recorre das custas judiciais e dos encargos da sucumbência, isto é, dos honorários de advogados e despesas correlatas incorridos pela parte vencedora. Esse é um detalhe essencial da legislação, sem o qual ninguém do povo jamais se arriscaria a entrar com   ação popular - tais como as  que tramitam, na justiça brasileira, tentando anular a venda da Companhia Vale do Rio Doce. Se não houvesse essa isenção e o comum do povo viesse a ser derrotado numa questão, teria que pagar até 20% do valor da causa,  como normalmente ocorre no direito comum.

## Ação Popular do Brasil
Segundo a Constituição do Brasil de 1988, no inciso LXXIII do art.5º:
qualquer cidadão é parte legítima para propor ação popular que vise anular ato lesivo ao patrimônio público ou de entidade de que o Estado participe, à moralidade administrativa, ao meio ambiente e ao patrimônio histórico e cultural, ficando o autor, salvo comprovada má-fé, isento de custas judiciais e do ônus da sucumbência.

### Natureza Jurídica
A respeito de sua natureza jurídica,há certa controvérsia na doutrina entendendo alguns que a ação popular é " instrumento de defesa da coletividade,por meio do qual não se amparam direitos individuais próprios, mas sim interesses da coletividade, sendo o beneficiário da ação não o autor, mas a coletividade, o povo" (Hely Lopes), enquanto outros ensinam que referida ação "pertence ao cidadão, que em nome próprio e na defesa de seu próprio direito - participação na vida política do estado e fiscalização da gerência do patrimônio público poderá ingressar em juízo (Alexandre de Morais,José Afonso da Silva).

### Histórico Constitucional
As Constituições que já vigoraram no Estado Brasileiro são as seguintes: a de 1824 (Constituição do Império) e as de 1891, de 1934, de 1937, de 1946, de 1967, de 1969 e de 1988 (estas últimas Republicanas).
Destas Constituições Nacionais, apenas duas não ostentaram, em suas redações, a ação popular, sendo elas: a de 1891 e a de 1937. Em todas as outras Constituições foi previsto o instrumento da ação popular, sendo que as variações textuais em cada constituição sempre foram mínimas, de modo que, até a última constituição Federal, quase que exclusivamente se buscou preservar a ação popular como um instrumento viabilizador da atuação de cada cidadão, ao menos literalmente, na preservação do Patrimônio Público.
A exceção clara a esta regra foi, justamente, a Constituição Federal de 1988, também conhecida como "Constituição Cidadã", na qual além do Patrimônio Público, buscou-se a dar ênfase à defesa da moralidade administrativa e, igualmente, à defesa do meio ambiente não só natural como também cultural.
Abaixo ficam evidenciadas, com base na metodologia adotada pelo jurista Fernando de Azevêdo Alves Brito, em sua obra "Ação Popular Ambiental: uma abordagem crítica", publicada no ano de 2007 pela Editora Nelpa, a previsão da ação popular em cada uma das Constituições Brasileiras, com as suas devidas redações, exceto nas de 1891 e 1937 nas quais, como já foi evidenciado, não houve previsão desse instrumento constitucional.
Salienta-se que cada redação legal preserva-se condinzente com as normas gramaticais da época de sua vigência.

### Constituição de 1824
Art. 157. Por suborno, peita, peculato, e concussão haverá contra elles acção popular, que poderá ser intentada dentro do anno, e dia pelo próprio queixoso, ou por qualquer do Povo, guardada a ordem do Processo estabelecida na Lei.
Observação - Nessa redação, os sujeitos passivos, descritos na expressão "elles", condizeriam aos ditos "Juizes e Officiaes de Justiça", conforme evidencia o art. 156 da referida Carta Constitucional.

### Constituição de 1934
Art. 113, n° 38. Qualquer cidadão será parte legítima para pleitear a declaração de nullidade ou anullação dos actos lesivos ao patrimonio da União, dos Estados ou dos Municípios.

### Constituição de 1946
Art. 141, §38. Qualquer cidadão será parte legítima para pleitear a anulação ou a declaração de nulidade dos atos lesivos ao patrimônio da União, dos Estados, dos Municípios, das entidades autárquicas e das sociedades de economia mista.

### Constituição de 1964
Art.150, §31. Qualquer cidadão será parte legítima para propor ação popular que vise anular atos lesivos ao patrimônio das entidades públicas.

### Constituição de 1967
Art. 153, §31. Qualquer cidadão será parte legítima para propor ação popular que vise anular atos lesivos ao patrimônio das entidades públicas.

### Constituição de 1988
Art. 5°, LXXIII. Qualquer cidadão é parte legítima para propor ação popular que vise anular ato lesivo ao patrimônio público ou de entidade em que o Estado participe, à moralidade administrativa, ao meio ambiente, ao patrimônio histórico e cultural, ficando o autor, salvo comprovada má-fé, isento de custas judiciais e do ônus da sucumbência.
Observação: todas as redações acimas de textos constitucionais foram extraídas da seguinte referência bibliográfica: CAMPANHOLE, Hilton Lobo, CAMPANHOLE, Adriano. Constituições do brasil.12.ed. São Paulo: Atlas, 1998.

### Tratamento processual civil
A ação popular, no direito processual civil brasileiro, é um instituto jurídico de natureza constitucional, por meio do qual se objetiva atacar não só ato comissivo mas também a omissão administrativa, quando conjugados dois requisitos - ilegalidade e lesividade.
Nesse sentido, Hely Lopes Meirelles (Mandado de segurança, ação popular, ação civil pública, mandado de injunção, habeas data. São Paulo: Malheiros Editores, 1992, p. 85), um importante doutrinador brasileiro, afirma que a ação popular é instituto de natureza constitucional, utilizado pelo cidadão, visando ao reconhecimento judicial da invalidade de atos ou contratos administrativos, desde que ilegais e lesivos ao patrimônio federal, estadual ou municipal, incluindo-se as autarquias, entidades paraestatais e pessoas jurídicas que recebam subvenções públicas.
Tal lição é respaldada pela jurisprudência do Superior Tribunal de Justiça (STJ – REsp. 28.833-6, rel. Min. César Asfor Rocha – RSTJ 54/203): "(…). Para que possam ser respondidas tais colocações há necessidade de se refletir um pouco sobre os requisitos que constituem os pressupostos da demanda, sem os quais não se viabiliza a ação popular, que são, na lição de Hely Lopes Meirelles (in "Mandado de Segurança, ação popular, ação civil pública, mandado de injunção, Habeas Data", Malheiros Editores, 14ª edição, atualizada por Arnoldo Wald, 1992, São Paulo, ps. 88/89), os seguintes.
"a) condição de eleitor, isto é, que o autor seja cidadão brasileiro, no gozo dos seus direitos cívicos e políticos;
"b) ilegalidade ou ilegitimidade, "vale dizer, que o ato seja contrário ao direito por infringir as normas específicas que regem sua prática ou se desviar dos princípios gerais que norteiam a Administração Pública" (fls. 88); e,
"c) lesividade, isto é, há necessidade de que o ato ou a omissão administrativa desfalquem o erário ou prejudiquem a Administração, ou que ofendam bens ou valores artísticos, cívicos, culturais, ambientais ou históricos da comunidade (fls. 88).
"Aliás, a jurisprudência é firme nessa mesma convicção de que a ação popular só se viabiliza com a presença simultânea da ilegalidade e da lesividade do ato impugnado, conforme fixado nos RREE 92.326 (Rel. Min. Rafael Mayer, RDA 143/122), 65.486 (Rel. Min. Amaral Santos, RTJ 54/95) e no voto do Min. Nelson Hungria, quando justifica que "não basta a lesividade do ato impugnado, referida ao patrimônio da entidade de direito público ou de economia mista, senão também a sua nulidade ou anulabilidade" (RDA, 54/325), todos referidos por Péricles Prade (in "Ação Popular", Saraiva, 1986, p. 28).
"De todos esses ensinamentos, doutrinários e jurisprudenciais, conclui-se que a ação popular só pode ser julgada procedente se o ato por ela atacado contiver os vícios da ilegalidade e da lesividade".
Forçoso reconhecer que a ação popular, de igual modo, possui, em regra, um aspecto político, uma valoração subjetiva do indivíduo sob tal ótica, pois como sempre, no pólo passivo, estará uma autoridade ou um agente público, o que leva a uma análise, na qual não impera apenas o aspecto econômico, como ocorre, de regra, em outras espécies de feitos, inclusive pela natureza difusa do direito a ser protegido.
Nesse sentido: Vera Lúcia Jucovsky (Meios de Defesa do Meio Ambiente. Ação Popular e Participação Política. São Paulo: Revista dos Tribunais, 2000, Revista de Direito Ambiental 17, p. 79) argumenta que a "(…) ação popular constitucional, no Brasil, tem uma perspectiva política, de participação política do povo na construção da democracia, enfim, do Estado democrático de direito, tão almejado nas modernas sociedades".
Afirma Elival da Silva Ramos (A ação popular como instrumento de participação política. São Paulo: Revista dos Tribunais, 1991, p. 198) que a ação popular é instrumento de atuação do cidadão enquanto agente fiscalizador do poder público, sendo esta faculdade de evidente natureza jurídica.
Como argumentado por Cândido Rangel Dinamarco (Fundamentos do Processo Civil Moderno. São Paulo: Malheiros Editores, 2000, v. 1, p. 424-425), o cidadão que visa à anulação de um ato por meio da Ação Popular, atua como membro ativo da sociedade, evidenciando uma preocupação com a utilização da res publica. Atualmente, segundo este, o próprio ato de invocar a função jurisdicional teria um conteúdo político (não só jurídico), sendo importante a abertura de vias para a participação de tal natureza pelo cidadão, enquanto objetivo fundamental da garantia do direito de ação.
A ação popular, sob o ponto de vista de um conceito legal do termo político, é uma forma de o indivíduo, enquanto participante da sociedade, atuar isoladamente, como fiscalizador dos atos dos governantes e daqueles que recebem, sob qualquer justificativa, dinheiro, bens ou valores públicos.
Analisando aspectos processuais da ação popular, notadamente o da legitimidade, o Supremo Tribunal Federal (STF – PET n.º 2.131-2 – rel. Min. Celso de Mello – j. 13.10.2000 – DJU de 20.10.2000 – n.º 203-E – p. 131) já deixou consignado: "Hoje, no entanto, registra-se sensível evolução no magistério da doutrina, que agora, identifica o autor popular como aquele que, ao exercer uma prerrogativa de caráter cívico-político, busca proteger, em nome próprio, um direito, que, fundado em sua condição de cidadão, também lhe é próprio (ROGÉRIO LAURIA TUCCI e JOSÉ ROGÉRIO CRUZ E TUCCI, "Constituição de 1988 e Processo", "Ação Popular", p. 108/109, 1994, RT; ALEXANDRE DE MORAES, "Direito Constitucional", p. 172/173, item n. 7.5, 3ª edição, 1998, Atlas; CELSO RIBEIRO BASTOS, "Comentários à Constituição do Brasil", vol. 2/369, 1989, Saraiva; ÁLVARO LUIZ VALERY MIRRA, "Um Estudo sobre a Legitimação para Agir no Direito Processual Civil – A legitimação ordinária do autor popular", in RT 168/34-47, 45-46, v.g.).
Esse ponto de vista, excessivamente dogmático, tem sido mais recentemente refutado por autores que entendem que a ação popular deve ser vista como instrumento de tutela de direitos fundamentais o que sugere uma interpretação ampliativa de todos os seus eixos fundamentais.
Nesse sentido Jean Carlos Dias no ensaio " Quem tem medo da ação popular" demonstra que questões como legitimidade, tutela de urgência e o próprio conceito de cidadania não podem e não devem ser vistos sob uma ótica puramente formal.
"Essa posição teórica – que se vem impondo no panorama doutrinário contemporâneo – foi exposta, de modo lapidar, por JOSÉ AFONSO DA SILVA ("Ação Popular Constitucional", p. 195, item n. 155, 1968, RT): "(…) a ação popular constitui um instituto de democracia direta, e o cidadão, que a intenta, fá-lo em nome próprio, por direito próprio, na defesa de direito próprio, que é o de sua participação na vida política do Estado, fiscalizando a gestão do patrimônio público, a fim de que esta se conforme com os princípios da legalidade e da moralidade." (grifei) (…)" – destaques no original.
Nem poderia ser diferente; se o bem/direito é público, mais do que óbvio que não deve ser restringida a possibilidade de o cidadão fiscalizar a sua aplicação, sob a ótica da legalidade e lesividade.
A finalidade principal da Ação Popular é, assim, a proteção ao Erário e, ainda, de diversos valores constitucionais, especialmente a moralidade administrativa (art. 37 da Constituição Federal Brasileira de 1988).
Importante acrescentar que a Ação Popular não pode ser confundida com a Ação Popular Ambiental, já que esta possui a natureza jurídica de uma verdadeira Ação Civil Pública de titularidade do cidadão, conforme ponderado pela doutrina 

## Ação Popular em Portugal
Dispõe o art. 52º, 3:
3. É conferido a todos, pessoalmente ou através de associações de defesa dos interesses em causa, o direito de acção popular nos casos e termos previstos na lei, incluindo o direito de requerer para o lesado ou lesados a correspondente indemnização, nomeadamente para
a. Promover a prevenção, a cessação ou a perseguição judicial das infracções contra a saúde pública, os direitos dos consumidores, a qualidade de vida e a preservação do ambiente e do património cultural;
b. Assegurar a defesa dos bens do Estado, das regiões autónomas e das autarquias locais.